# نقولا الصايغ
نقولا الصايغ (1863-1942) فنان تشكيلي مصور وأيقونوغرافي فلسطيني، عُرف بتبنيه لأسلوب المدرسة المقدسية.

## سيرة ذاتية
ولد نقولا الصايغ في القدس وعاش فيها مع زوجته وأطفاله الثلاثة في حارة السعدية في البلدة القديمة.

## الحياة المهنية
يرجح انة درس فن الايقونات البيزنطية في الكنيسة الأرثوذكسية.
كان يقع مُحتَرفٌ نقولا الصايغ قرب كنيسة القيامة في البلدة القديمة بالقدس. وكان يعتاش من التعليم في محترفة وبيع اللوحات للحجّاج المسيحيّين الذين يزورون فلسطين ويشترون الهدايا التذكاريّة الدينيّة.
يعد ومعاصره الفنان خليل حلبي (1889– 1964) من رواد الحرك الفنية الفلسطينية، وقد تأثر كلاهما بالرسومات وبدءا في مطلع القرن العشرين باستخدام تقنياتها في مواضيع غير دينية مثل المشهد الطبيعي والصور الشخصية والطبيعة الصامتة.
لم يوقع الصايغ على كثير من أعماله كما لم يسجل عليها تاريخ.

## الأعمال
أحد أشهر لوحاته تحمل موضوعاً سياسياً «استسلام القدس» (1918)، وهي لوحة منقولة عن صورة فوتوغرافية، وفيها يصور تسليم العثمانيين القدس إلى بريطانيا.
تشير بعض اللوحات الزيتية الأولى التي رسمها إلى وجوه رجال وسيمة ذات ملامح عربية بلباسهم المدني الأنيق، ووجوه قروية مشرقة الجبين، وقد اكتست أكتافها بطيّات متوالية من النسيج المتراخي، فيما بدت تشكلات القماش وكأنها أطراف ملبوسات وطنية.
و قد صوّر الصايغ، المناظر الطبيعية التي مثلت زوايا مختلفة من الطبيعة الريفية المحيطة بالقدس). وهو يقرّر بأنه يستنتج أن أولى لوحات الصايغ الزيتية قد صُمّمت بوحي من الأيقونة الروسية واستناداً إلى إنشاء الصورة الفوتوغرافية وتفاصيلها. تلت هذه المجموعة، مجموعة أخرى اعتمدت على النقل المباشر من الموضوع الحي الذي شهده الفنان المصور في محيطه اليومي مثل لوحات الطبيعة الصامتة. وقد اختار نقولا الصايغ تصوير – شجيرة الصبَّار، حيث توشح اخضرار الصبّار بالظلال القرمزية والكُركُميّة، وبزغت تفاصيل استدارات الحبّات ونتوءاتها من خلفية مخملية الدكنة، يكاد الناظر يلامس أطرافها.

## معارض
افتُتِح  في مدينة القدس عام 2018، معرض «العودة إلى القدس»، في مؤسّسة المعمل بباب الجديد، لأعمال نقولا الصايغ بعد أكثر من 75 عامًا. عرض فية 12 لوحة فنّيّة، اكتشفها جورج الأعمى في منزل رجائي زخريا في بيت لحم، وتتناول الوحات مواضيع دينيّة، وأساطير إغريقيّة، وطبيعة صامتة، وبورتريهات شخصيّة. 